# Wiggle
Wiggle is een nummer van de Amerikaanse R&B-zanger Jason Derulo uit 2014, met een bijdrage van de Amerikaanse rapper Snoop Dogg. Het is de zesde single van Derulo's derde studioalbum Tattoos.
Het nummer, met een nogal vunzige tekst, werd wereldwijd een grote hit. In de Amerikaanse Billboard Hot 100 haalde het de 4e positie. In de Nederlandse Top 40 haalde het de 12e positie, en in de Vlaamse Ultratop 50 de nummer 2-positie.